# Rubrik (Pressewesen)

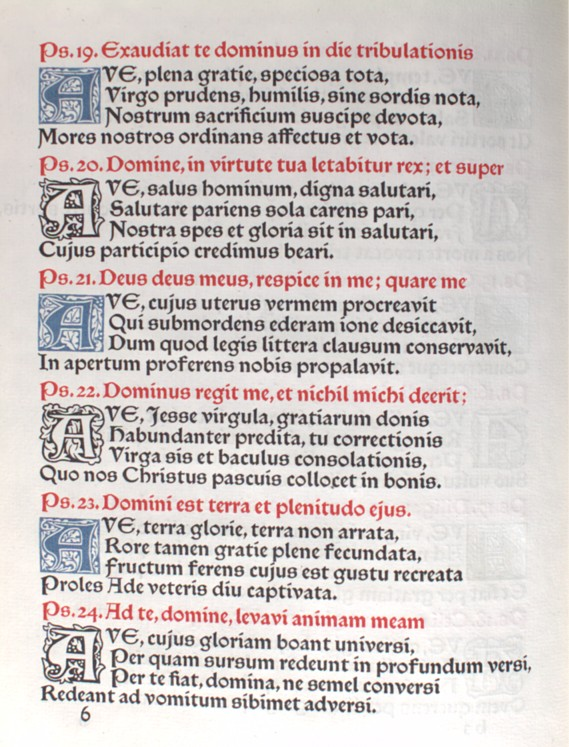
Psalmengebete mit roten Überschriften, den Rubriken

Rubriken sind im Verlagswesen feststehende Gliederungen in einer Tageszeitung, Wochenzeitung oder Zeitschrift, in Form eines Buches mit eigener Überschrift. Diese werden einheitlich gestaltet und haben zumeist einen festen Platz innerhalb der Publikation, was vor allem für den Leser hilfreich ist.
Das Wort Rubrik kommt über lateinisch (terra) rubrica (rote Erde, Rötel, roter Eisenocker, roter Farbstoff wie Mennige; mit roter Tinte geschriebene Überschrift) und rubricare (rotmachen, rotfärben, rubrizieren) von ruber „rot“ und bezeichnete ursprünglich die rot geschriebene Beschreibung eines Ritus im Messbuch und anderen Liturgiebüchern der Kirche. Diese Anweisungen sagen den Liturgen, wann er ein Kreuzzeichen oder eine Kniebeuge zu vollziehen, wann er die Arme auszubreiten oder die Hostie zu erheben hat usw. Die zu sprechenden Texte sind dagegen schwarz geschrieben (Neriken).
Davon ausgehend bezeichnete Rubrik auch Überschriften, die in roter Schrift geschrieben wurden, und die roten Anfangsbuchstaben mittelalterlicher Handschriften. Sie dienten zum Schmuck und zur Gliederung des Textes (Rubrizierung).
Später wurde der Ausdruck auch auf den Titel eines Gesetzes oder anderer Schriftstücke und die Überschrift der Abschnitte eines Buches übertragen. Sie wird unterschieden in Haupt-, Neben- und Unterrubriken.
In neuerer Zeit erweiterte sich die Bedeutung des Wortes auf den Abschnitt selbst. Daher bedeutet Rubrik heute allgemein so viel wie „Abschnitt“, „Abteilung“. Bekannt sind die Rubriken im Anzeigenteil einer Zeitung, sie werden in der Verlagsbranche auch Kollektive genannt und können sich zur Sonderbeilage ausdehnen.
Rubrik ist auch eine Themenkategorie im Dokumentationswesen.
Rubrik, Spiegel oder Halbschrift ist auch die mit dem Eingangsstempel des Gerichtes versehene Zweitschrift eines Schriftsatzes, die bei persönlicher Übergabe als Beleg der Einreichung beim  Überreicher verbleibt.